# Otto Liebe
Carl Julius Otto Liebe, född 24 maj 1860, död 21 mars 1929, var en dansk politiker. Han var son till Carl Christian Vilhelm Liebe.
Liebe var Højesteretssagfører 1889, samt övertog och utvecklade med stor skicklighet sin fars advokatfirma. Under den storpolitiska krisen under påskdagarna 1920, då Kristian X avskedade Carl Theodor Zahles andra regering, bildade Liebe 30 mars som kungens förtroendeman en opolitisk expeditionsministär, som utlyste nya val till Folketinget. Som svar härpå förklarade socialdemokratin generalstrejk, och under de följande starkt upprörda politiska förhandlingarna för att avvärja denna avgick Liebe 5 april på kungens uppmaning, varefter Michael Petersen Friis bildade en ny, av samtliga partier tolererad expeditionsministrär.
Otto Liebe var kommendör av Kungl. Nordstjärneorden 1915.